# Saarpfalz járás
Saarpfalz járás egy járás Saar-vidék tartományban. 

## Története
A mai Saarpfalz járás területe a Pfalzi Választófejedelemséghez majd a Bajor Királysághoz tartozott.
Az első világháború után a túlnyomórészt porosz, részben bajor terület Saar-területét (németül: Saargebiet, franciául: Le Territoire du Bassin de la Sarre) a versailles-i békeszerződés során hozták létre, és elválasztották a Német Birodalomtól. Akkor a bajor részt először Saarpfalznak nevezték.

## Városok és községek
| Városok 1. Bexbach 2. Blieskastel 3. Homburg 4. St. Ingbert Községek 1. Gersheim 2. Kirkel 3. Mandelbachtal |

## Képek

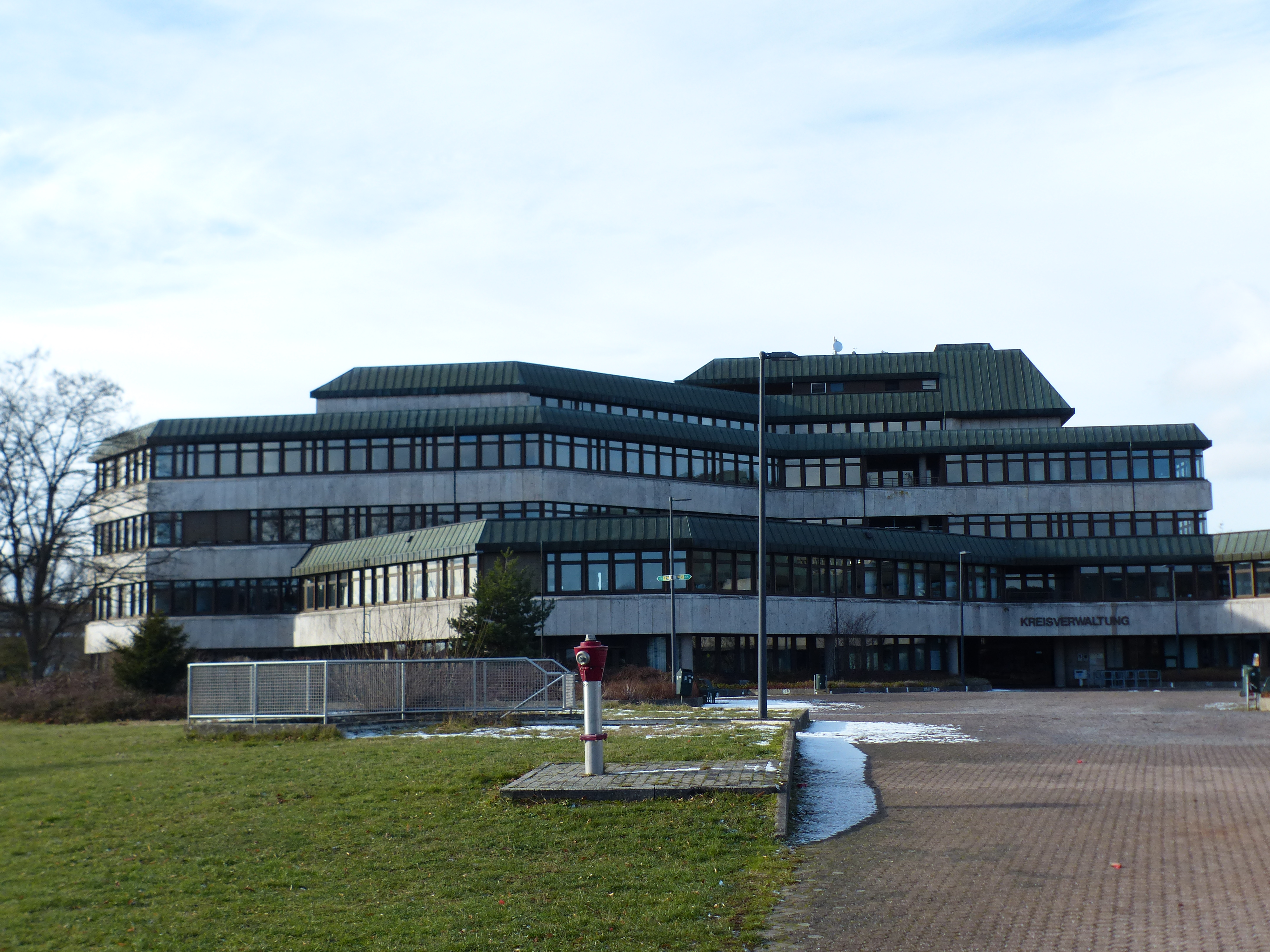
A járási szekhély Homburgban
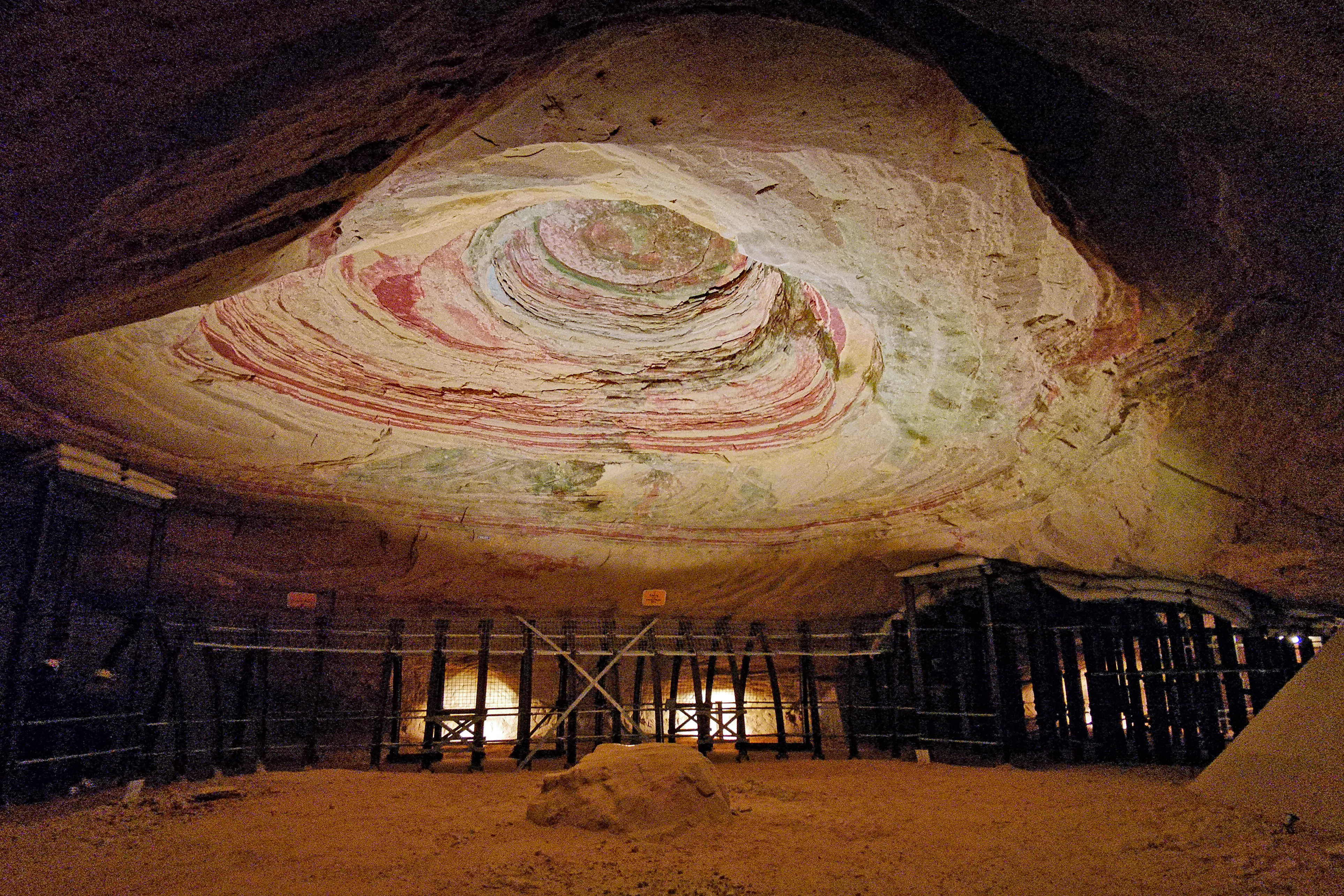
Schlossberg-barlangok, trónterem, Homburgban, 2020
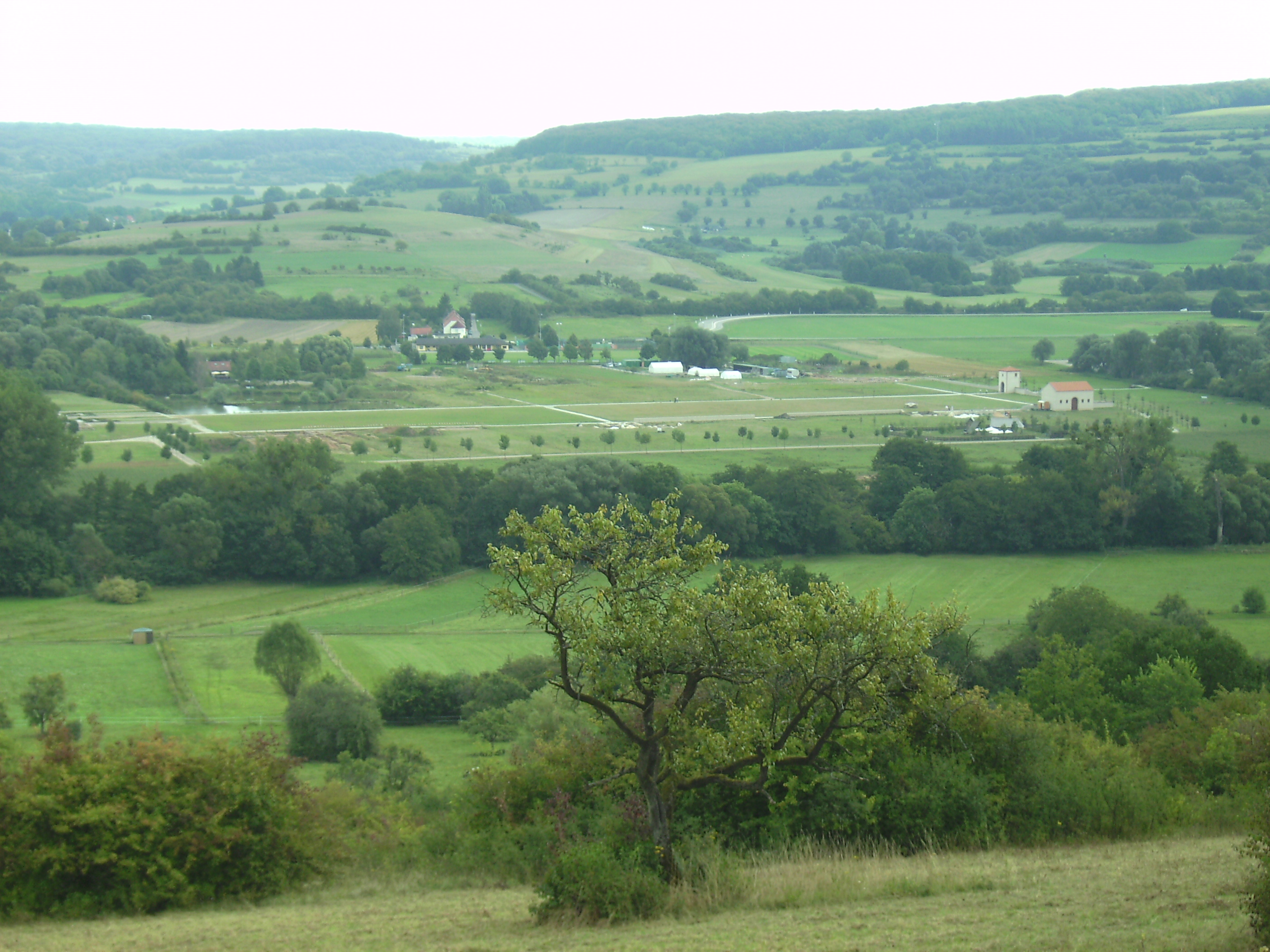
Európai Kulturark Bliesbruck-Reinheim
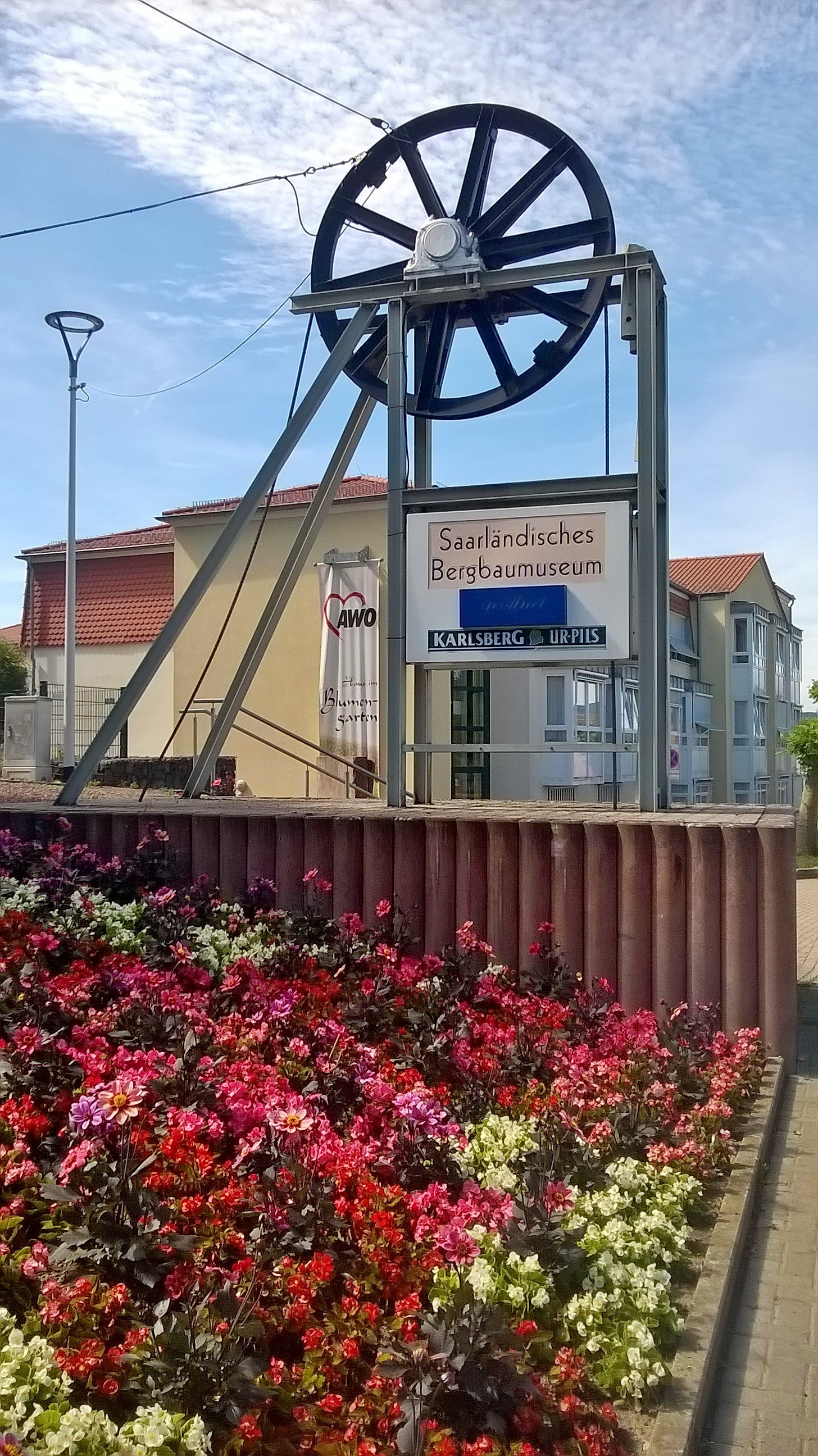
Bányászati múzeum a bexbachi virágkertben
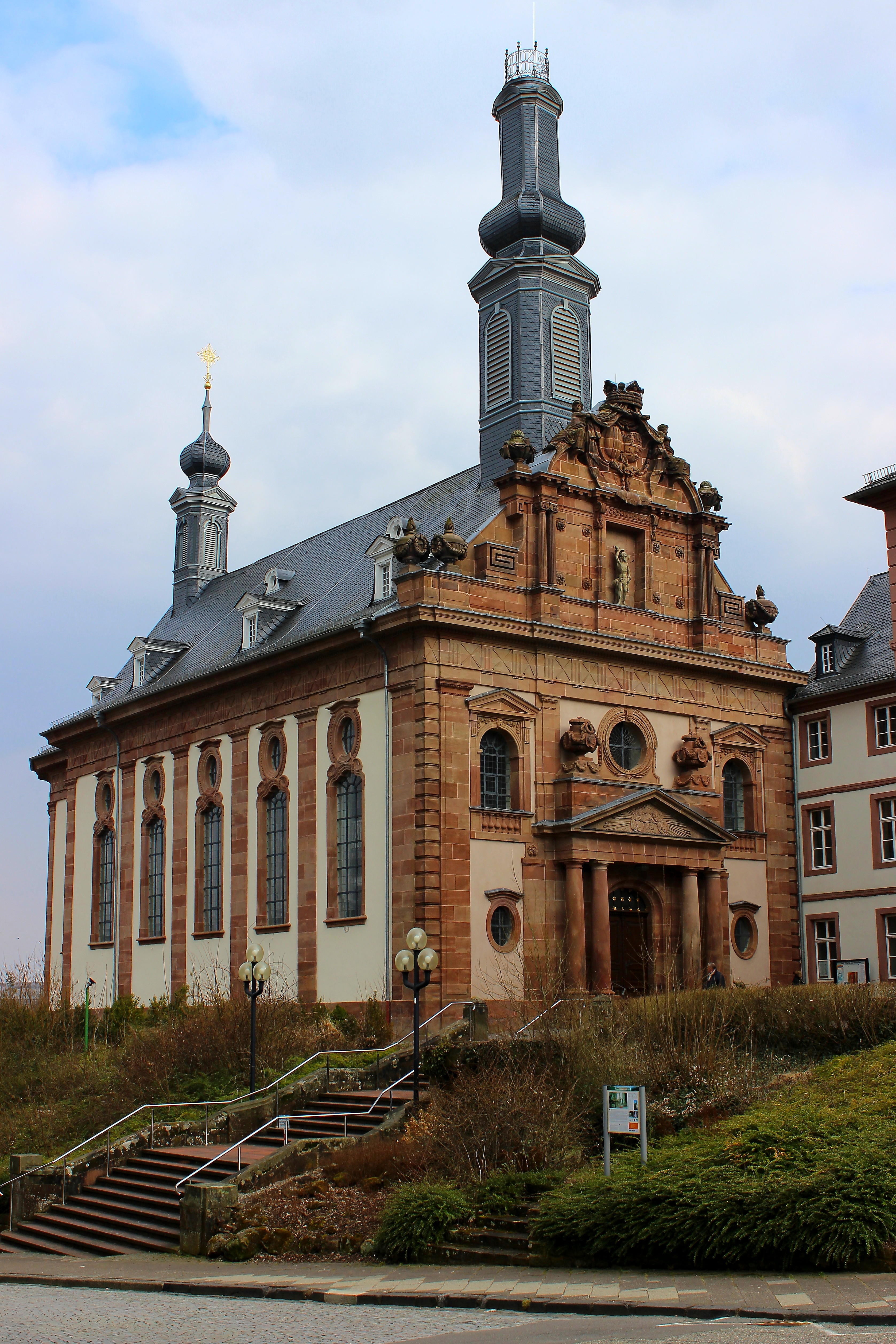
A kastély temploma Blieskastelben
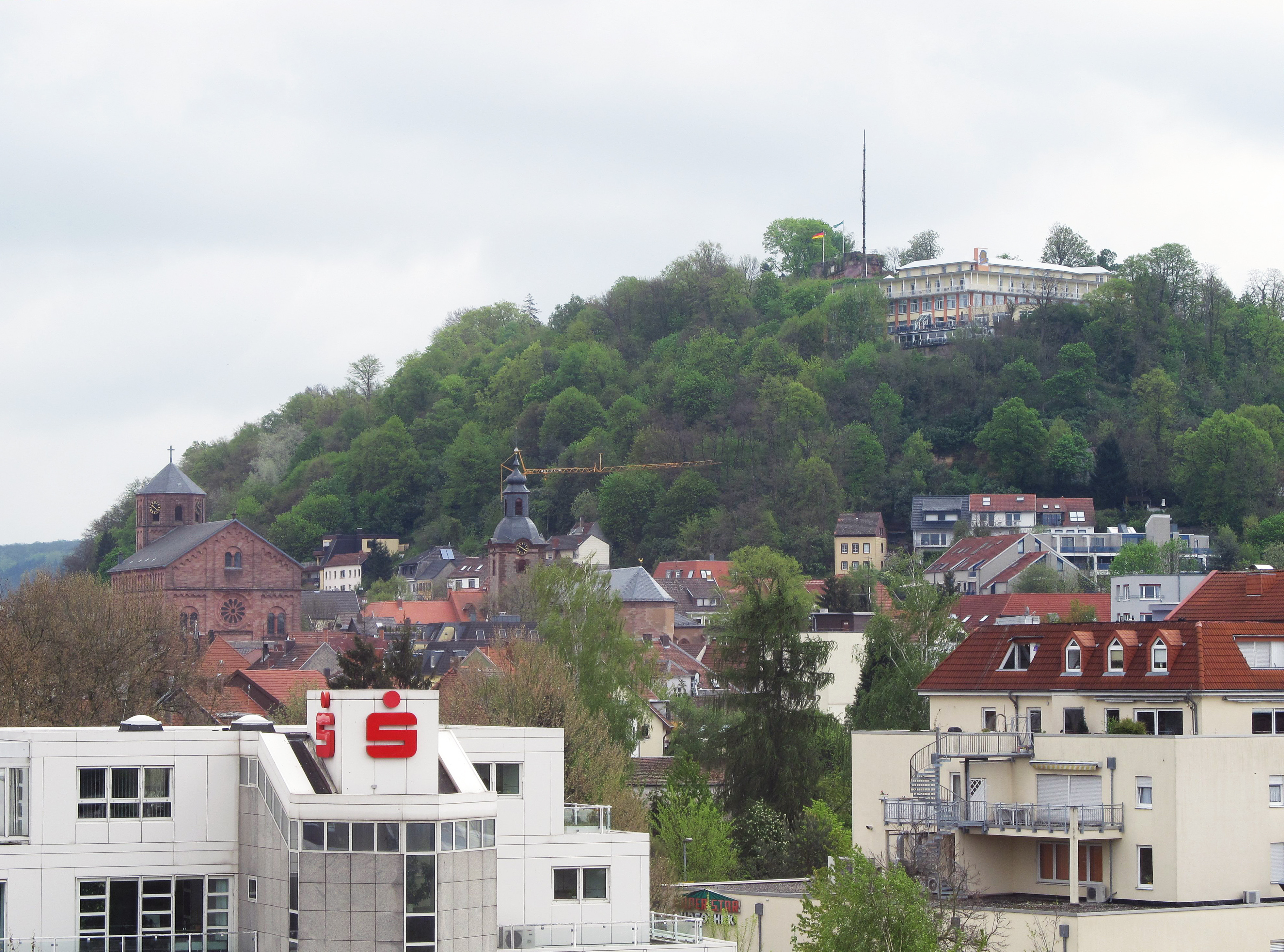
Kilátás a Homburg városházaról a Schlossbergre
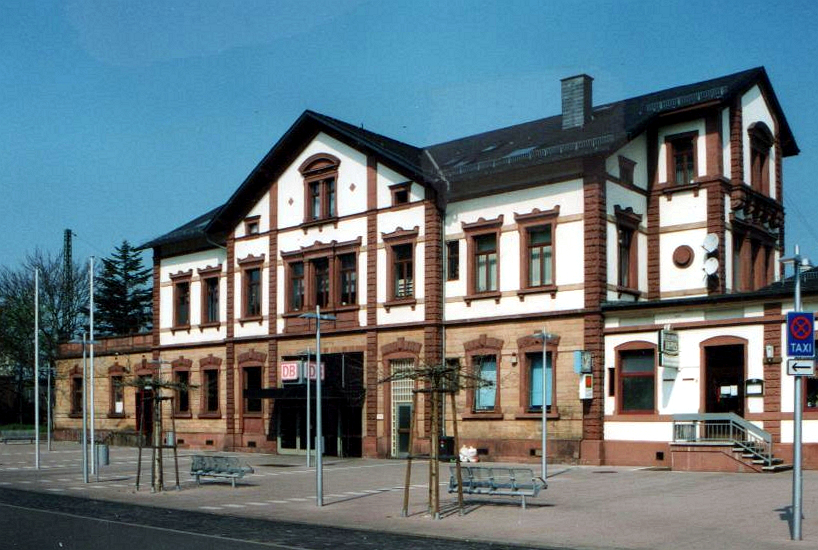
St. Ingbert vasutállomása
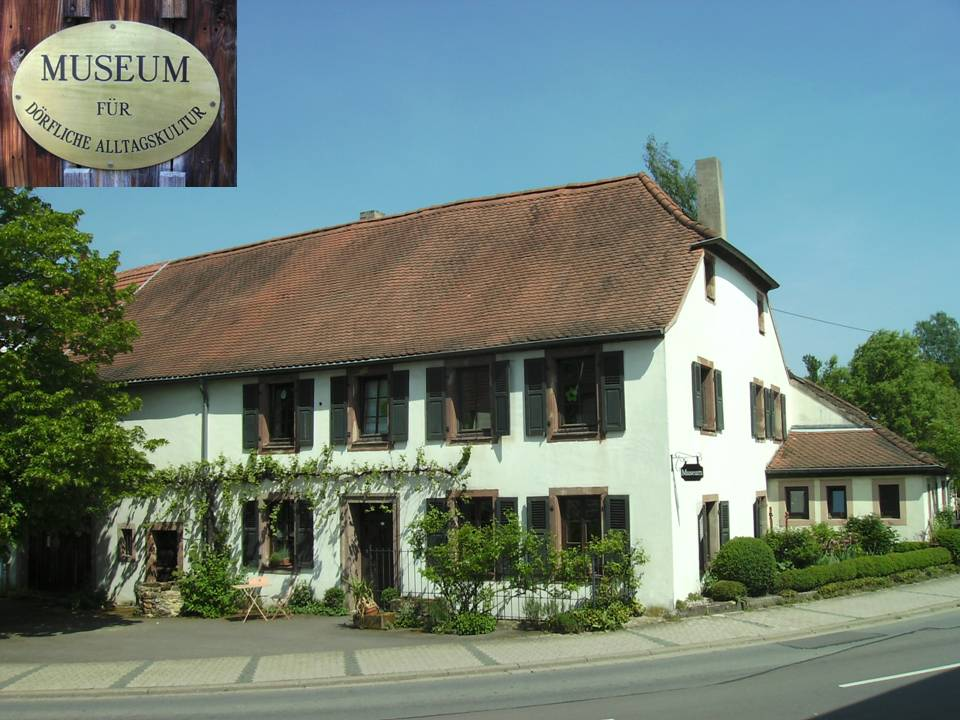
A falusi múzeum mindennapi kultúra (Gersheim-Rubenheim)
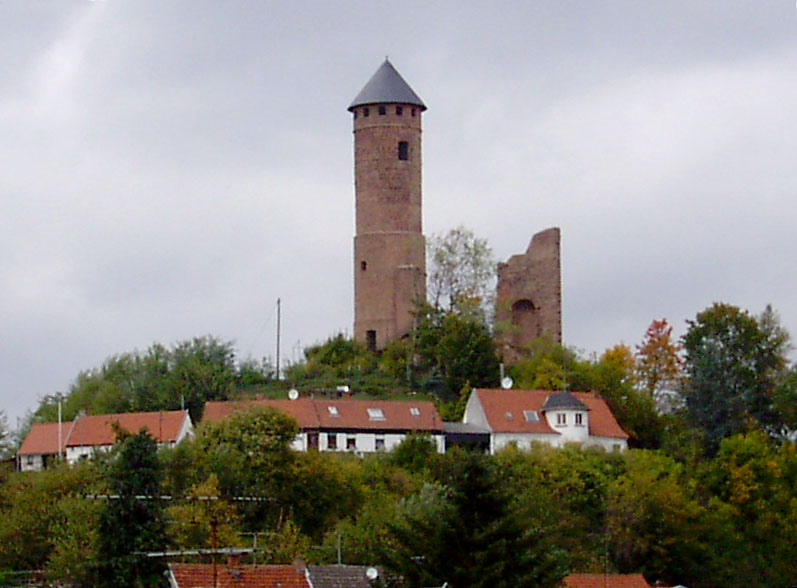
A Kirkel-vár romja
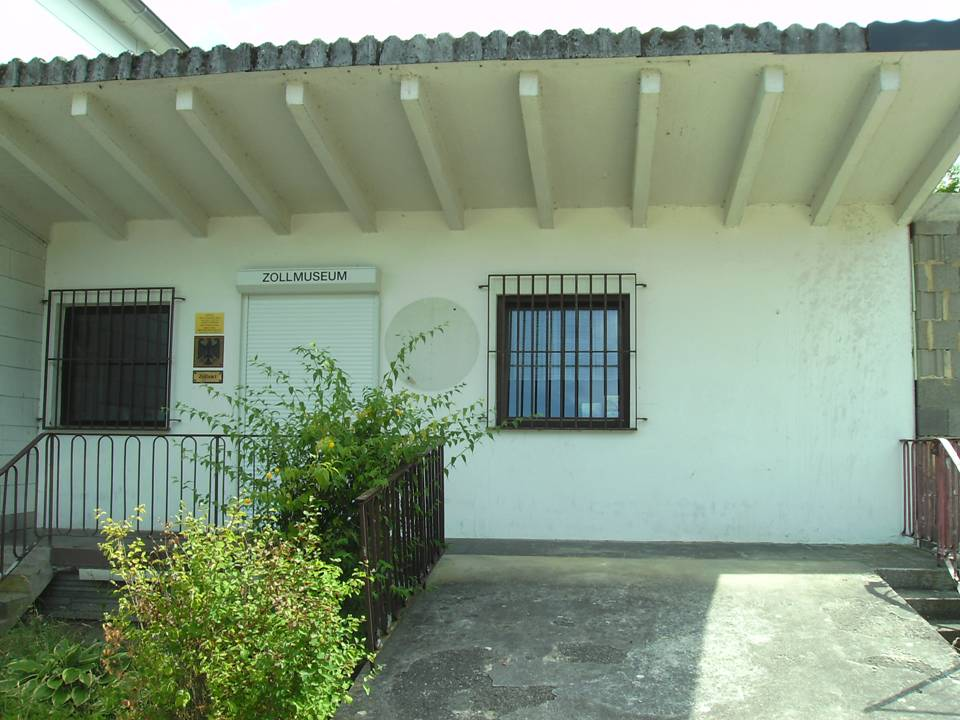
Vámmúzeum Mandelbachtal-Habkirchen
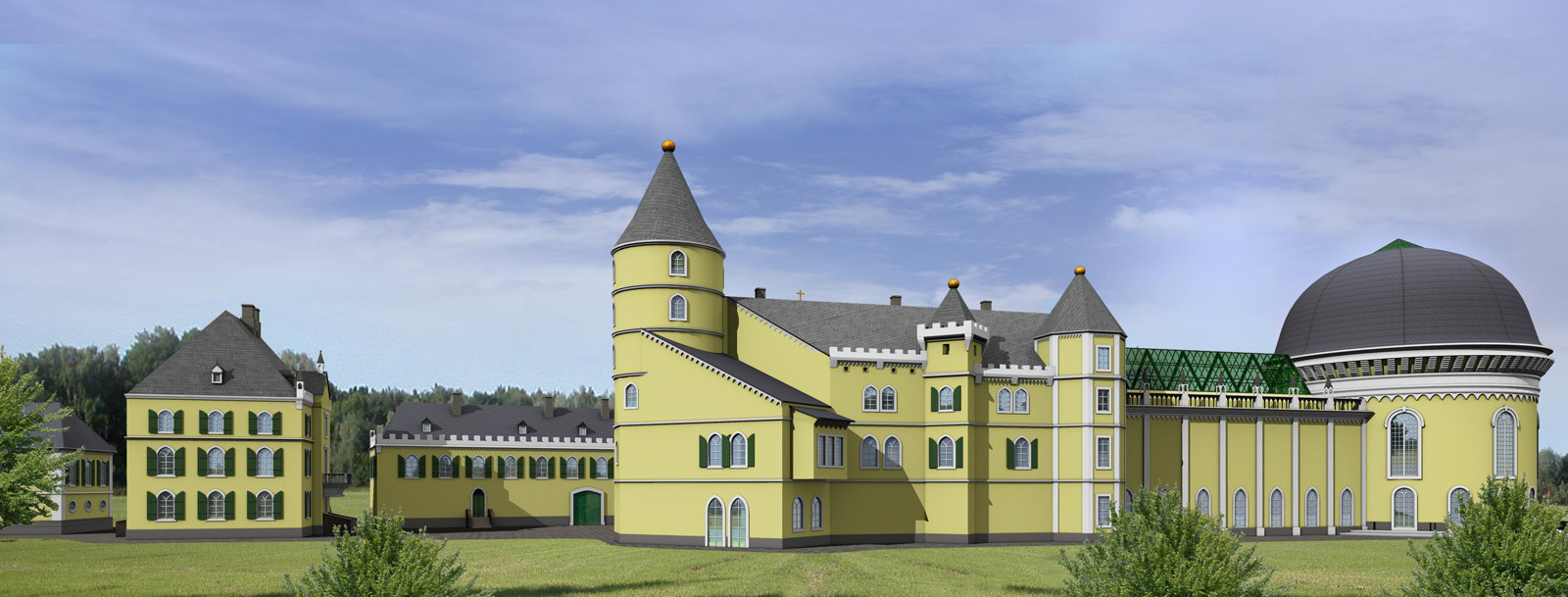
A Philippsburg kastély digitális rekonstrukciója (Mandelbachtal-Ommersheim)

## Fordítás
- Ez a szócikk részben vagy egészben  a   Saarpfalz-Kreis című német Wikipédia-szócikk fordításán alapul.  Az eredeti cikk szerkesztőit annak laptörténete sorolja fel. Ez a jelzés csupán a megfogalmazás eredetét és a szerzői jogokat jelzi, nem szolgál a cikkben szereplő információk forrásmegjelöléseként.